# Tremetona
La tremetona es un compuesto químico que se encuentra en tremetol, una toxina mezclada en la raíz de (Ageratina altissima) que causa la enfermedad de la leche en los humanos y temblor en el ganado. La tremetona es el principal constituyente de al menos 11 sustancias químicamente relacionadas en tremetol. La Tremetona es tóxica para los peces, pero no para los pollos. El consumo de carne o leche procedente de ganado vacuno que ha ingerido plantas que de forma natural contienen tremetona puede causar enfermedad en humanos, en algunas ocasiones mortal, esta intoxicación se ha llamado enfermedad de la leche. El tremetol se puede encontrar en un número de diferentes especies de la familia Asteraceae, incluyendo (Ageratina altissima) y (Isocoma pluriflora).